# Karlskoga stadshotell
Karlskoga stadshotell, även Hotell Alfred Nobel, är ett stadshotell i Karlskoga. Hotellet är inhyst i Karlskoga stadshus.

## Historia
Karlskoga stadshotell ligger vid Alfred Nobels torg i Karlskoga centrum. Hotellet invigdes nyårsnatten 1939–1940, i samband med att Karlskoga blev stad.
Sportbar-kedjan Allstar öppnade sin elfte restaurang i hotellets restaurang 2011. År 2019 köptes hotellet av hotellentreprenören Patrik Ekman, han stod fortfarande som ägare   2022.
År 2023 omfattade stadshotellet "72 hotellrum med tillhörande konferensutrymmen, spaavdelning, gym samt restaurang och kommunfullmäktiges sammanträdessal". Samma år uppgick hotellets omsättning till 23 miljoner kronor, en förbättring på två procent från 2022. Resultatet före skatt var minus 25 000 kronor.

## Byggnaden
Byggnaden ritades av Sune Lindström.
Den såldes 2023 av Lonnhyttan Fastighetsutveckling AB till Benard Fastighetsutveckling och Gelba Management.

## Galleri

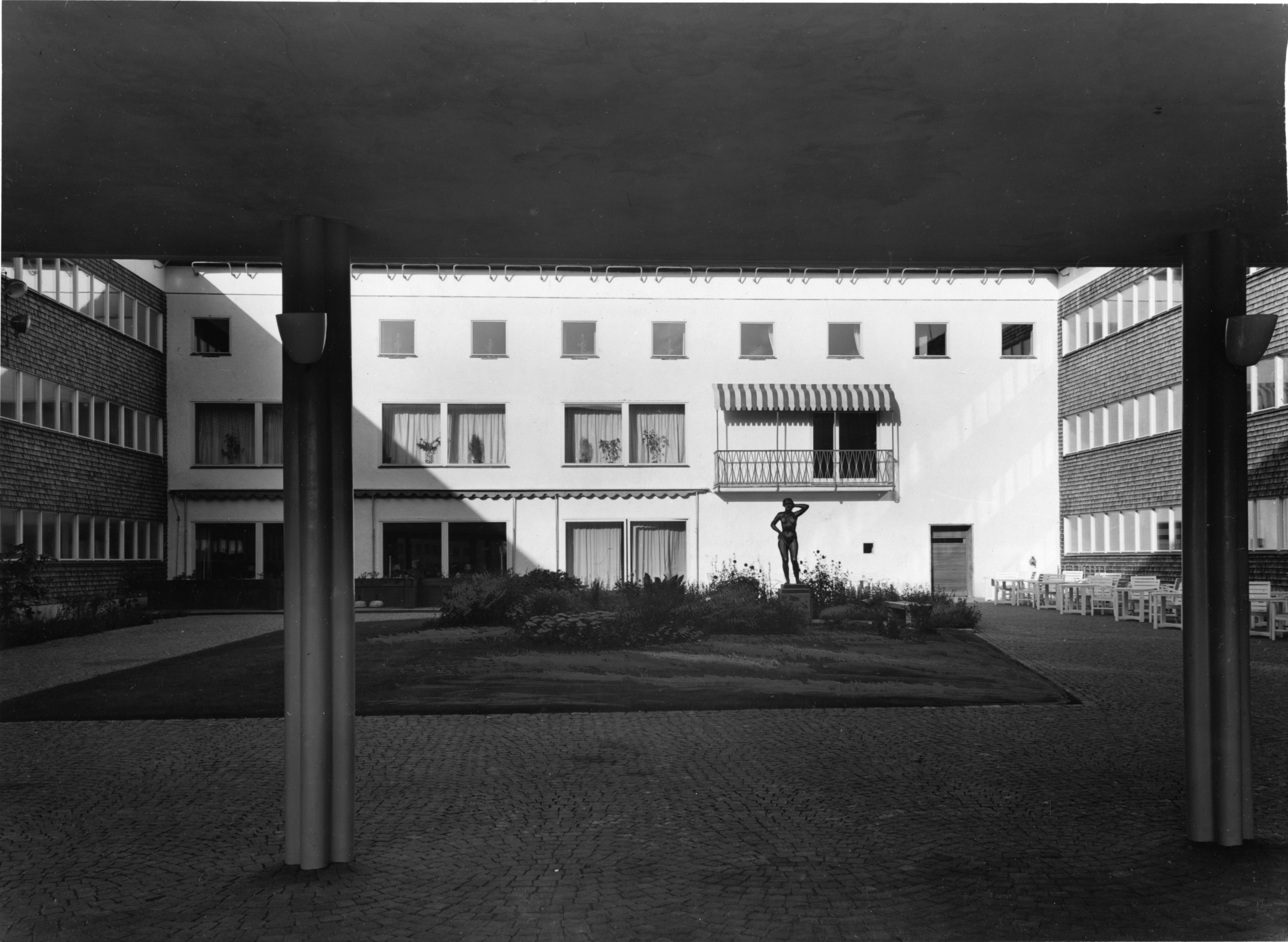
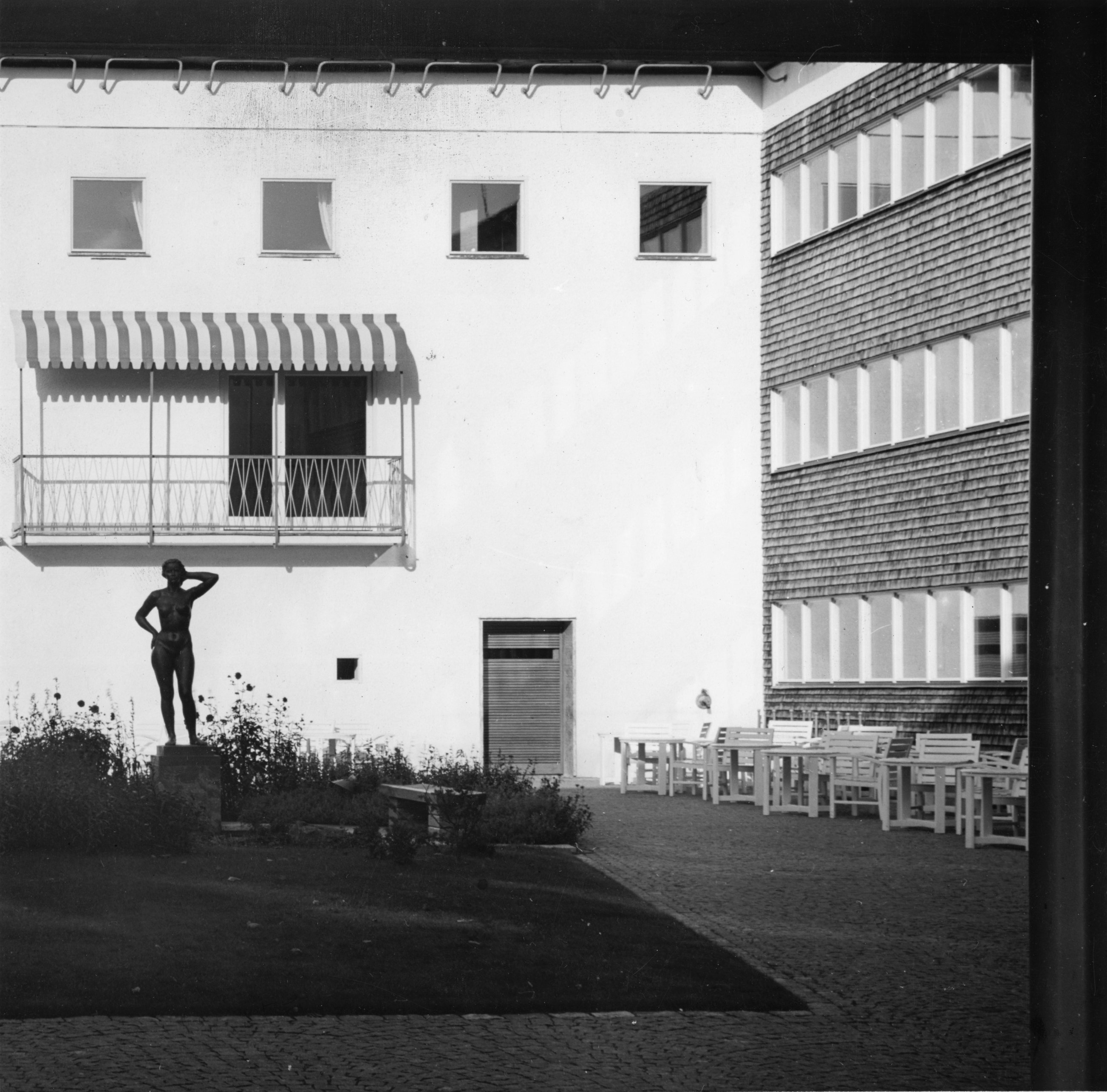
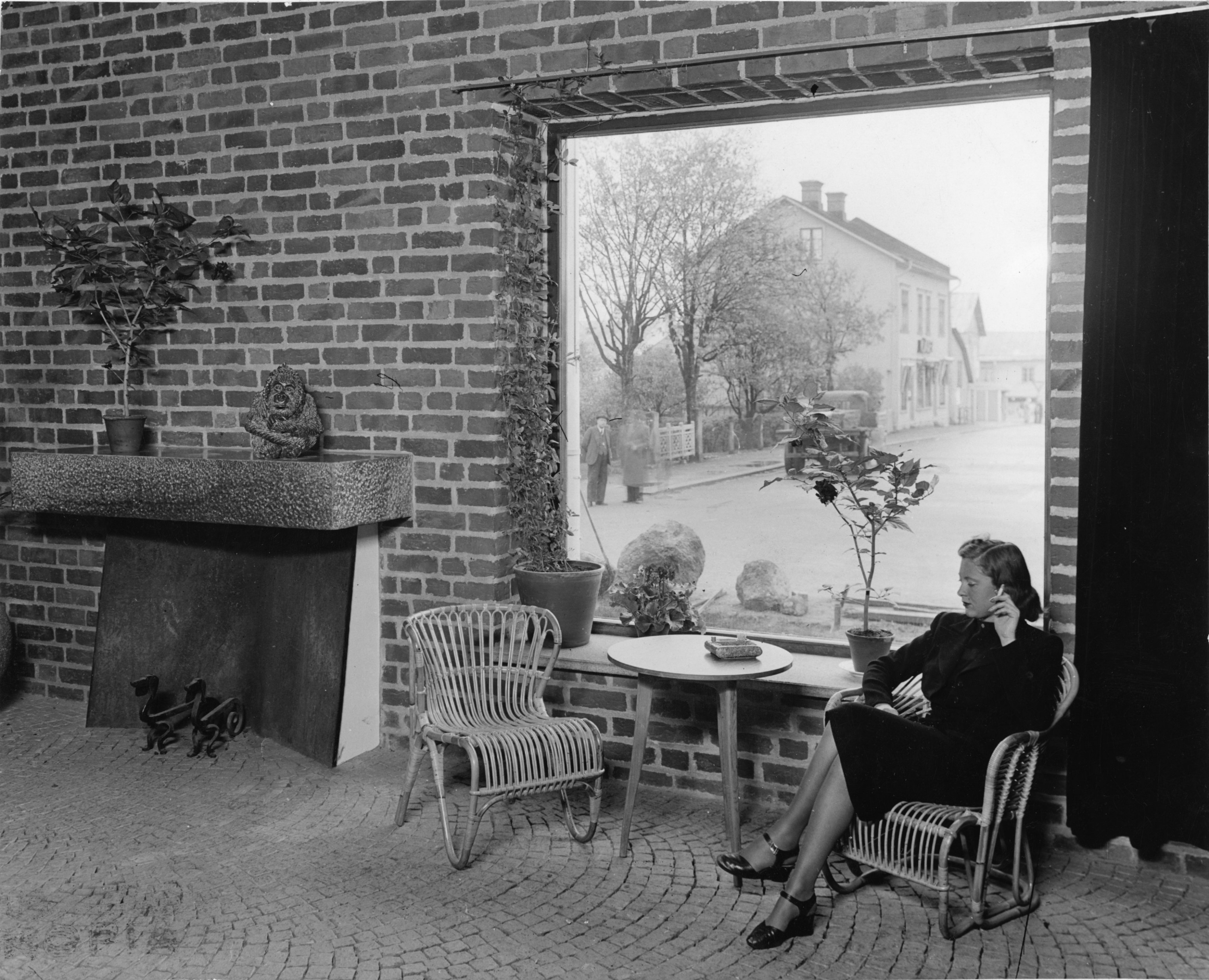
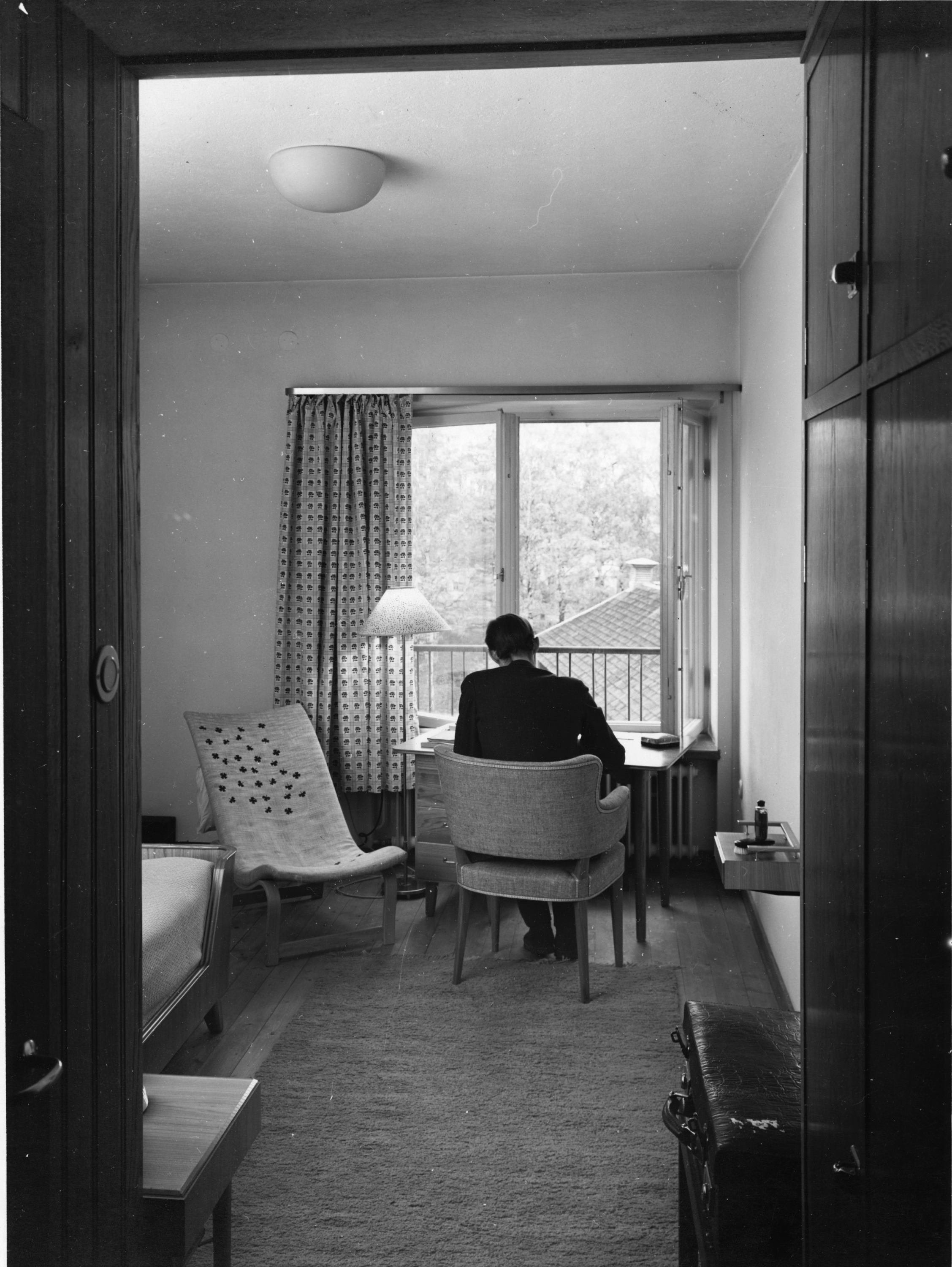